# Cynoglossus kopsii
Cynoglossus kopsii är en fiskart som först beskrevs av Bleeker, 1851.  Cynoglossus kopsii ingår i släktet Cynoglossus och familjen Cynoglossidae. Inga underarter finns listade i Catalogue of Life.